# Catotricha subobsoleta
Catotricha subobsoleta is een muggensoort uit de familie van de galmuggen (Cecidomyiidae). De wetenschappelijke naam van de soort is voor het eerst geldig gepubliceerd in 1924 door Alexander als Catocha subobsoleta.